# شوجی ناکایاما
شوجی ناکایاما (انگلیسی: Shōji Nakayama; ۱ ژانویهٔ ۱۹۲۸ – ۱ ژانویهٔ ۱۹۹۸) بازیگر اهل ژاپن بود.
از فیلم‌ها یا برنامه‌های تلویزیونی که وی در آن نقش داشته‌است می‌توان به آناتاهان اشاره کرد.